# ポーランド国立図書館
ポーランド国立図書館　(ポーランドこくりつとしょかん ; ポーランド語：Biblioteka Narodowa, IPA [ˌbʲiblʲjɔˈtɛka narɔˈdɔva]) は、 ポーランドの中心となる図書館である。ポーランド文化国家遺産省に属している。
ポーランド国内で発行された図書、逐次刊行物、電子資料、録音資料と映像資料の全てと、外国発行のポーランド関連資料を収集する。ポーランドの文系の学術図書館の中で最も重要な施設、主要な国家著作物公文書館、国家書誌情報提供機関であり、ポーランド国内図書館のための教養機関でもある。本や学術雑誌「Polish Libraries」、「Rocznik Biblioteki Narodowej」（ポーランド国立図書館年鑑）、「Notes Konserwatorski」の出版もしている。ポーランド国立図書館はポーランドの各刊行物の義務納本を受ける権利がある。

## 沿革
ポーランド国立図書館の淵源は、18世紀のザウスキ図書館にある。国会の決議により、上記の図書館は1780年から当時のポーランド国内に印刷された本の全てを義務納本の形式で受ける権利があった。しかし、ザウスキの蔵書は第2次ポーランド分割の結果、ロシア女帝エカチェリーナ2世の軍に没収され、サンクトペテルブルクへ送られた。そこで、1975年の帝国公共図書館の創設時にその蔵書の基底となった。蔵書の一部は移動の際に損害を受けた、もしくは破壊された。盗難されたものもたくさんあった。
そのため、ポーランドは1918年に独立した頃、国立図書館の機能を果たす中枢機関はなかった。1928年2月24日に、イグナツィ・モシチツキ大統領の法令で現在のポーランド国立図書館が創設された。1930年に開館し、初期の頃の蔵書は20万冊であった。初代の館長はステファン・デンブィ、1937年にステファン・ヴルテル・ヴィエルチンスキが引き継いだ。図書館の蔵書が急速に拡張していた。1932年にモシチツキ大統領が図書館にヴィラヌフ宮殿の全ての書籍や原稿と写本（スタニスワフ・コストカ・ポトツキの数万冊の蔵書と絵画コレクションも含めて）を寄贈したのが例のひとつとなる。
初期の頃、図書館は自分の施設がなかった。そのため、蔵書は数箇所に分割された。中央閲覧室は新しく作られたワルシャワ経済大学に設置された。1935年に特別蔵書はポトツキ宮殿に移された。現在ポレ・モコトフスキェ公園である土地に新しい専用の建物を含む「政府区域」の建設が計画されていたが、第二次世界大戦の勃発によって阻まれた。
第二次世界大戦前、所蔵資料は以下の通りになっていた：
- 19-20世紀の図書と雑誌：650万点
- 古版本：3,000冊
- インキュナブラ：2,200点
- 原稿と写本：52,000点
- 地図、絵画・写真、音楽資料

ナチス占領中、1940年に国立図書館はワルシャワ市図書館に変えられ、以下のように分割された：
- ドイツ人用図書館（ワルシャワ大学の建物に設置）
- 閉鎖館（読者が利用できない書物；当時の本館であったワルシャワ経済大学に設置）
- ワルシャワ市内の局や公共機関の特別蔵書（クラシンスキ図書館に設置）

1944年に、ナチスがワルシャワ蜂起後の抑圧として、特別蔵書を炎上させた。8万冊の古版本（中には貴重な16-18世紀のポーランド関連図書）、2万6千点の原稿と写本、2,500点のインキュナブラ、10万の描画や版画、5万点の音譜や劇場関係資料が焼失した。ワルシャワ内の主要図書館の図書の大半が第二次世界大戦中に失われて、その大部分は国立図書館所蔵のものであった。
図書館は1945年に再開された。ドイツとオーストリアに移動させられた資料とクラシンスキやプシェズジェツキ図書館の遺産はポーランドに返還された。1959年に、カナダから13-15世紀の宗教本とフレデリック・ショパンの原稿が返還された。1962-1976年、ワルシャワのポレ・モコトフスキェ公園の側に新しい施設が建設された。

## 蔵書
現在、ポーランド国立図書館の蔵書は国内の最も豊富なもののひとつである。所蔵の850万点の資料の中に、1801年以前の印刷物が16万冊以上、原稿と写本（7,000以上の音譜原稿を含めて）が2万6000点以上、音譜の印刷物が12万点以上、版画が48万5千以上ある（2016年現在）。図書館には他に写真などの画像、13万点以上の地図・地図帳、200万以上の社会記録資料、それから200万冊以上の図書と100万件以上の19-21世紀の雑誌がある。
蔵書の特に貴重な資料の例としてあげられるのは2007年にユネスコ世界の記憶に登録された「コデクス・スプラスリェンシス」の151枚である。
2012年に、図書館はポーランド図書館の130万件の書誌レコードをWorldCatに追加する合意書に署名した。